# Ivaška
Ivaška (in lingua russa Ивашка) è una città di 1 000 abitanti situata nel Krai di Kamčatka, in Russia.